# John Trollope
Pour les articles homonymes, voir Trollope.
Norman John Trollope, couramment appelé John Trollope, est un footballeur puis entraîneur anglais, né le 14 juin 1943 à Wroughton, Swindon, Angleterre. Évoluant au poste d'arrière gauche, il n'a connu qu'un seul club dans toute sa carrière de joueur comme d'entraîneur, Swindon Town, le club de sa ville natale.
Il est célèbre pour détenir le record du plus grand nombre de matches de Football League joués pour un seul club, avec un total de 770 matches répartis sur une carrière de 20 ans, ce qui lui valut de devenir MBE.

## Biographie

### Carrière de joueur
Natif de Wroughton, village appartenant au borough de Swindon, il est formé dans le club local, Swindon Town. Il joue son premier match avec les Robins le 20 août 1960, alors qu'il n'a que 17 ans,  pour un match nul 1-1 contre Halifax Town. Il s'impose de suite comme un titulaire indiscutable, ne manquant que deux matches de cette saison 1960-1961.
Il joue ensuite une série impressionnante de 368 matches consécutifs sans en rater un seul (le record absolu dans le football britannique est de 401 matches par Harold Bell), série qui se termine en août 1968 à cause d'un bras cassé lors d'un match contre Hartlepool United. À cause de cette blessure, il ne rejouera qu'en janvier 1969 et manquera une grande partie de l'incroyable épopée victorieuse (en) du club en League Cup, ne jouant que le premier tour contre Torquay United et la finale remportée 3-1 contre Arsenal à Wembley.
Il continue à être un titulaire indiscutable de l'équipe jusqu'à la saison 1978-1979, où il ne joue que 16 matches. Il annonce alors sa retraite de joueur et intègre l'encadrement technique du club. Toutefois, lors de la saison 1980-1981, une série de blessures parmi les défenseurs des Swindon Town l'amènent à rechausser les crampons et à rejouer quelques matches, ce qui lui permet de battre le record de Jimmy Dickinson, qui avait joué 764 matches de Football League pour un même club, Portsmouth. Trollope poussera finalement le record à 770 matches avant de prendre définitivement sa carrière de joueur. Cette performance, en plus du record avec un seul club, constitue par ailleurs la 12e place pour ce qui est du nombre de matches joués en Football League et la 8e pour un joueur de champ.
Dès la saison suivante, il remplace Bobby Smith (en) comme entraîneur du club, mais sa période au club n'est pas une réussite, le club connaissant pour la première fois de son histoire une relégation en Division Four. Il est remplacé par Ken Beamish (en) à la fin de la saison 1982-1983.
Il reste toutefois dans l'encadrement technique du club, occupant les fonctions d'entraîneur-adjoint de Lou Macari et d'entraîneur des équipes de jeunes sous la direction des managers Ossie Ardiles, Glenn Hoddle, John Gorman (en) et Steve McMahon. Il quitte finalement le club en 1996, après 36 années dédiées à Swindon Town. Durant sa présence dans l'encadrement technique, il a vu son club passer de la Division 4 à la Premier League, entre 1986 et 1993.
Son fils, Paul Trollope (en), est devenu footballeur international gallois, formé à Swindon Town, puis entraîneur.